# Tacca parkeri
Tacca parkeri là một loài thực vật có hoa trong họ Dioscoreaceae. Loài này được Seem. miêu tả khoa học đầu tiên năm 1866.